# Murales de la Escuela México
Los Murales de la Escuela México son un conjunto de pinturas realizadas por los artistas mexicanos David Alfaro Siqueiros y Xavier Guerrero en la Escuela México de Chillán, ubicada en la Avenida Libertador Bernardo O'Higgins n.º 250, frente a la Plaza Héroes de Iquique, también conocida como Plaza Santo Domingo.
Desde el año 2004, los murales en su conjunto son considerados Monumento Nacional de Chile, en la categoría de Monumento Histórico.

## Historia
La Escuela México fue donada a Chile por el gobierno mexicano, como un gesto de solidaridad ante el Terremoto de Chillán de 1939, que destruyó varias provincias del país. Su construcción tardó dos años, inaugurándose el 25 de marzo de 1942. Desde la municipalización de la educación en Chile, se denomina "Escuela D-252 República de México".
Gracias a las gestiones del poeta Pablo Neruda, los artistas mexicanos David Alfaro Siqueiros y Xavier Guerrero llegaron a Chillán a mediados de 1940, con el encargo de plasmar la historia de Chile y México en los muros de la escuela. Por su valor artístico, las obras que realizaron fueron declaradas Monumento Nacional de Chile, en la categoría de Monumento Histórico, mediante el Decreto Exento n.º 331 del 20 de mayo de 2004.
Durante 2008, los murales fueron sometidos a una restauración por parte de expertos del Centro Nacional de Conservación y Registro del Patrimonio Artístico Mueble, CENCROPAM, dependientes del Instituto Nacional de Bellas Artes de México. Los trabajos concluyeron el 21 de noviembre de 2009. Sin embargo, sólo seis meses después, sobrevino el terremoto de 2010, que produjo diversos daños. El mural De México a Chile fue el más afectado, pues colapsó un 35% de su capa pictórica. Nuevamente, el gobierno mexicano prestó ayuda para la restauración de los murales, con un plazo de ejecución de 17 meses, que se cumple en abril de 2013.
Con el inicio de la Pandemia de COVID-19 en Chile, los murales fueron cerrados al público e implicó que su constante proceso de restauración fuera interrumpido. Por ello, fueron sometidos a una serie de acciones para la conservación de estos, como la regulación de la climatización del recinto y trabajos de amortiguación en la Avenida O'Higgins para evitar que vehículos de alto tonelaje, volvieran inestable a la estructura.

## MuralMuerte al Invasor
Realizado por David Alfaro Siqueiros en la biblioteca de la escuela, ubicada al centro del segundo nivel. La técnica ocupada fue óleo, duco (en las banderas) y piroxilina sobre planchas de masonite, un tablero fabricado industrialmente sobre la base de madera, que recubre los muros y el cielo del recinto. 
Aparte del conjunto principal, en los machones ubicados entre las ventanas del muro que da a la plaza, están los retratos de Pedro Aguirre Cerda y Manuel Ávila Camacho, presidentes de Chile y México al momento de pintarse los murales.

### Muro Norte
El muro norte relata la historia de México. La figura principal representa a Cuauthémoc, último emperador azteca, ascendiendo los peldaños de una pirámide. Cuauthémoc aparece lanzando flechas contra una cruz pintada en el cielo de la biblioteca, cuya forma de cruz-espada-ataúd sintetiza la religión cristiana que trajeron los invasores, la inquisición y la muerte. Rodean al emperador un conjunto de piernas firmes y musculosas, representando el alto desarrollo de las culturas mesoamericanas; como contrapunto, a su derecha se muestran los débiles pies de un español abatido, y sus manos ensangrentadas como símbolo de la crueldad de la Conquista de América.
En el ángulo superior izquierdo, aparecen personajes asociados a las luchas por conquistar el derecho de autodeterminación; José María Morelos y Miguel Hidalgo y Costilla, líderes de la Independencia de México; y Emiliano Zapata, líder de la Revolución Mexicana. Bajo ellos, una Adelita, mujer soldado que representa la mujer del pueblo mexicano.
En el ángulo superior derecho, la vía institucional de la democracia representativa. Aparece en primer plano el presidente mexicano Benito Juárez, con un puño hecho de hierro, demostrando la firmeza de sus decisiones, y el otro con un guante blanco, por la honestidad de sus acciones. A su lado, el presidente Lázaro Cárdenas del Río, y sobre ellos, la carta constitucional y el libro con el gorro frigio, símbolo internacional de la libertad y el republicanismo.

### Muro Sur
El muro sur relata la historia de Chile. Al centro, Galvarino, con sus manos cortadas, emerge de la boca de un cañón, lanzando el grito de libertad con que incitó al pueblo mapuche a expulsar a los invasores de sus territorios. A su lado se yergue la cabeza del filósofo libertario Francisco Bilbao. Ambos personajes comparten un solo cuerpo, hablando de la relación dual de la lucha con la fuerza física y la fuerza de las ideas. Inmediatamente a la izquierda se asoma el rostro de Caupolicán, que según el poema La Araucana, nació ciego de un ojo, dirigiendo muchas lanzas contra soldados españoles abatidos en el suelo, enfundados en sus armaduras. Uno de ellos sujeta un rosario, y yace sobre espejos rotos, símbolo de la inutilidad de las joyas con que pretendieron engañar a los nativos. 
En la esquina superior izquierda aparecen personajes que, levantándose desde posiciones bajas dentro de sus comunidades, fueron capaces de guiar a su pueblo en la lucha. Lautaro, gran líder y estratega militar mapuche, llama al combate soplando su clarín. Lo acompaña Luis Emilio Recabarren, padre del movimiento obrero revolucionario chileno. 
A la derecha, la República es simbolizada por el chillanejo Bernardo O'Higgins, que avanza decidido enarbolando las tres banderas de Chile: Patria Vieja, Reconquista y la actual. La pálida figura del presidente José Manuel Balmaceda representa la claridad de su inteligencia y la pureza de sus sentimientos.

## MuralesDe México a Chile
Las obras de Xavier Guerrero son diversos murales pintados en los espacios del acceso principal a la escuela. Representan la solidaridad del pueblo mexicano hacia el pueblo chileno, como también el espíritu positivista de las ideas modernas, en que el orden humano dado por el conocimiento y los avances científicos se imponía sobre la naturaleza. Completa el conjunto la representación de niños jugando y mostrando la frase Gobernar es educar, lema del presidente Pedro Aguirre Cerda.
En el hall de acceso, en el muro sur, una mano escribe La sociedad organizada será / capaz de acabar con / el desorden de los / elementos naturales / en provecho de la / humanidad; al frente, en el muro norte, unas manos ofrecen un tiesto de agua cristalina; al poniente, una viga de hormigón armado es transformada en un nivel, completando la alegoría del conocimiento científico puro.